# Spelaeiacris monslamiensis
Spelaeiacris monslamiensis is een rechtvleugelig insect uit de familie grottensprinkhanen (Rhaphidophoridae). De wetenschappelijke naam van deze soort is voor het eerst geldig gepubliceerd in 2010 door Rampini, di Russo & Carchini.